# Боэтьюс, Антье
Антье Боэтьюс (Antje Boetius; род. 5 марта 1967, Франкфурт-на-Майне, Германия) — немецкий морской биогеохимик, биоокеанолог и морской эколог, а также глубоководный исследователь и полярница, исследовательница Арктики.
Профессор, доктор (1996), профессор геомикробиологии Бременского университета (с 2009), с ноября 2017 года научный директор института Альфреда Вегенера (AWI), член Леопольдины (2009). Отмечена многими отличиями.
С 1986 по 1992 год изучала биологию в Гамбургском университете (магистр биологии) и Институте океанографии Скриппс (лабораторный ассистент там в 1989—1990 гг.).
Докторскую степень по биологии (глубоководной экологии) получила в Бременском университете в 1996 году, для чего занималась с 1993 года в AWI. В 1996—2001 гг. постдок. В 2001—2003 гг. научный сотрудник AWI. В 2001—2003 гг. ассистент-профессор. В 2003—2008 гг. ассоциированный профессор. В 2008—2009 гг. фул-профессор.
Фелло Американского геофизического союза и Американской академии микробиологии.
Член Академии наук и литературы в Майнце (2011) и Европейской академии наук (European Academy of Sciences) (2016).
С 2010 года член AcademiaNet.
Hector Fellow с 2013 года.
Участница более чем 40 экспедиций. Выступает на телевидении.
Опубликовала более 175 научных работ, в числе которых семь — высокоцитируемые.

## Награды
- Премия имени Лейбница (2009)[11]
- ECI Prize[англ.] (2013)
- Gustav Steinmann Medal[англ.] (2014)
- Carl-Friedrich-Gauß-Medaille[нем.] (2017)
- Communicator-Preis[нем.] (2018)
- German Environmental Prize[англ.] (2018)
- Vladimir Ivanovich Vernadsky Medal[нем.] (2018)[10]
- Robert L. and Betty P. Cody Award in Ocean Sciences (2019)[12]
- Erna-Hamburger-Preis[нем.] (2019)